# 桐山徹也
桐山 徹也（きりやま てつや、1971年4月24日 -）は、日本の小説家。埼玉県出身。日本大学芸術学部文芸学科卒業。第15回『このミステリーがすごい!』大賞・隠し玉でデビュー。

## 略歴
- 2016年、『愚者のスプーンは曲がる』が第15回『このミステリーがすごい!』大賞の隠し玉として出版されデビュー。

## 作品リスト

### 文庫
- 『愚者のスプーンは曲がる』（2017年、宝島社文庫）
- 『ループ・ループ・ループ』（2020年、宝島社文庫）

### アンソロジー
- 『衝撃の1行で始まる3分間ミステリー』（2024年、宝島社文庫）
- 『驚愕の1行で終わる3分間ミステリー』（2024年、宝島社文庫）